# Океухи, Эзе
Эзе Винсент Океухи (англ. Eze Vincent Okeuhie; род. 6 июня 1993, Лагос, Лагос) — нигерийский футболист, полузащитник.

## Карьера
Профессиональную карьеру Океухи начал в Турции в клубе «Ризеспор», в основном составе места ему не нашлось, и Эзе был отправлен в аренду в «Карталспор». Затем выступал за ряд кипрских клубов, а также тунисский «Бизертен» и сербский «Металац».
16 января 2018 года перешёл в «Войводину». Там Океухи закрепился в основном составе, и за первые полгода в составе клуба забил 8 мячей.
28 января 2020 года Океухи подписал двухлетний контракт с клубом «Чукарички».
17 января 2021 года Океухи присоединился к солигорскому «Шахтёру». В этом же году выиграл чемпионат и суперкубок страны. По окончании сезона покинул клуб.

## Достижения

### Командные
Шахтёр (Солигорск)
- Чемпион Белоруссии: 2021
- Обладатель Суперкубка Белоруссии: 2021